# IAM–Excelsior
IAM-Excelsior é um equipa profissional Ciclismo de estrada que participa em corridas de elite. A equipa se registou na UCI para a temporada de 2019. 

## Palmares
2019
Etapa 1 Tour du Loir e Cher E Provost, Simon Pellaud
Etapa 2 Tour du Loir et Cher E Provost, Fabian Lienhard
Flèche Ardennaise, Simon Pellaud
Geral Tour de la Mirabelle, Simon Pellaud